# Лімітуючі фактори
Ліміту́ючі фа́ктори — фактори, які при певному наборі умов довкілля обмежують будь-які прояви життєдіяльності організмів. Екологічні фактори, концентрація яких вища або нижча оптимальної. Поняття відносно лімітуючих факторів бере початок від закону мінімуму Лібіха (1840р) та закону толерантності Шелфорда (1913р). 
Як лімітуючі фактори особливо часто виступають світло, температура, біогенні речовини, тиск, характер ґрунту, пожежі, мікросередовище та ін. 
Концепція лімітуючих факторів має істотне значення для охорони природи і всіх галузей природокристування, для кращого пізнання компонентів екосистем.